# Danh sách hành tinh nhỏ và sao chổi được ghé thăm bởi tàu vũ trụ

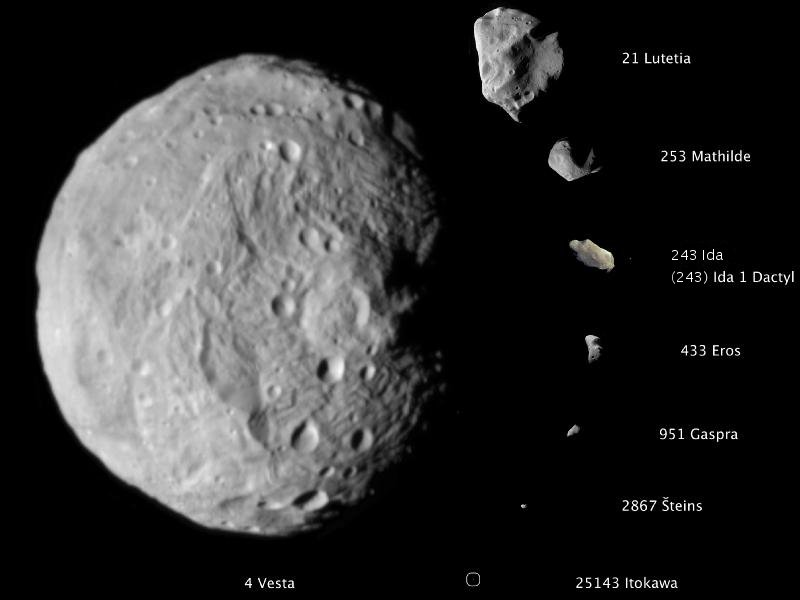
So sánh kích thước của 9 tiểu hành tinh đầu tiên được tàu vũ trụ ghé thăm

Các danh sách dưới đây liệt kê tất cả những hành tinh nhỏ và sao chổi được khám phá bởi tàu thăm dò vũ trụ.

## Tiểu hành tinh
| Tiểu hành tinh     | Hình ảnh    | Chiều dài               | Khám phá năm | Tàu vũ trụ     |
| ------------------ | ----------- | ----------------------- | ------------ | -------------- |
| 1 Ceres            | không khung | 952 km                  | 1801         | Dawn           |
| 4 Vesta            | không khung | 529 km                  | 1807         | Dawn           |
| 21 Lutetia         | không khung | 120×100×75 (100 km)     | 1852         | Rosetta        |
| 243 Ida            | không khung | 56×24×21 (28 km)        | 1884         | Galileo        |
| 253 Mathilde       | không khung | 66×48×46 (58 km)        | 1885         | NEAR Shoemaker |
| 433 Eros           | không khung | 66×48×46 (58 km)        | 1898         | NEAR Shoemaker |
| 951 Gaspra         | không khung | 18.2×10.5×8.9 (12.2 km) | 1916         | Galileo        |
| 2867 Steins        | không khung | 4.6 km                  | 1969         | Rosetta        |
| 4179 Toutatis      | không khung | 2.45 km                 | 1934         | Hằng Nga 2     |
| 5535 Annefrank     | không khung | 4.0 km                  | 1942         | Stardust       |
| 9969 Braille       | không khung | 2.2×0.6 (1.6 km)        | 1992         | Deep Space 1   |
| 25143 Itokawa      | không khung | 0.5×0.3×0.2 (350 m)     | 1998         | Hayabusa       |
| 101955 Bennu       | không khung | 490 m                   | 1999         | OSIRIS-REx     |
| 134340 Pluto       | không khung | 2,376 km                | 1930         | New Horizons   |
| 162173 Ryugu       | không khung | 865 m                   | 1999         | Hayabusa 2     |
| (486958) 2014 MU69 | không khung | 35x20x10                | 2014         | New Horizons   |

## Sao chổi
| Sao chổi              | Hình ảnh    | Chiều dài   | Khám phá năm                            | Tàu vũ trụ                           |
| --------------------- | ----------- | ----------- | --------------------------------------- | ------------------------------------ |
| Giacobini - Zinner    | không khung | 2 km        | 1900                                    | ICE                                  |
| Halley                | không khung | 15×9        | Được biết đến từ ít nhất là năm 230 TCN | Vega 1 Vega 2 Suisei Sakigake Giotto |
| Grigg–Skjellerup      | không khung | 2.6 km      | 1902                                    | Giotto                               |
| Borrelly              | không khung | 8×4×4       | 1904                                    | Deep Space 1                         |
| Wild 2                | không khung | 5.5×4.0×3.3 | 1978                                    | Stardust                             |
| Tempel 1              | không khung | 7.6×4.9     | 1867                                    | Deep Impact Stardust                 |
| Hartley 2             | không khung | 1.4 km      | 1986                                    | EPOXI (Deep Impact)                  |
| Churyumov–Gerasimenko | không khung | 4.1×3.3×1.8 | 1969                                    | Rosetta Philae (robot của Rosetta)   |

## Những chuyến thăm dự định

### Danh sách các hành tinh nhỏ được nhắm mục tiêu cho chuyến thăm tàu vũ trụ
| Hành tinh nhỏ        | Hình ảnh    | Chiều dài                   | Khám phá năm | Tàu vũ trụ |
| -------------------- | ----------- | --------------------------- | ------------ | ---------- |
| 16 Psyche            | không khung | 186 km                      | 1852         | Psyche     |
| 617 Patroclus        | không khung | 141 km                      | 1906         | Lucy       |
| 3200 Phaethon        | không khung | 5 km                        | 1983         | DESTINY+   |
| 3548 Eurybates       | không khung | 72 km                       | 1973         | Lucy       |
| 11351 Leucus         | không khung | 42 km                       | 1997         | Lucy       |
| 15094 Polymele       | không khung | 21 km                       | 1999         | Lucy       |
| 21900 Orus           | không khung | 53 km                       | 1981         | Lucy       |
| 52246 Donaldjohanson |             | 4 km                        | 1981         | Lucy       |
| 65803 Didymos        | không khung | 1 km                        | 1996         | DART       |
| (153591) 2001 SN263  |             | Hệ ba: 2.8 km 1.1 km 0.4 km | 2001         | ASTER      |
| 1991 VG              |             | 5–12 m                      | 1991         | NEA Scout  |

## Được đề xuất

### Trong quá khứ
| Sao chổi/tiểu hành tinh   | Chiều dài    | Khám phá năm | Tàu vũ trụ   |
| ------------------------- | ------------ | ------------ | ------------ |
| 2 P/Encke                 | 4.8 km       | 1786         | CONTOUR      |
| 6 P/d'Arrest              | 3.2 km       | 1850         | CONTOUR      |
| 73 P/Schwassmann–Wachmann | 1.1 km       | 1871         | CONTOUR      |
| 140 Siwa                  | 103 km       | 1874         | Rosetta      |
| 145 Adeona                | 151 km       | 1875         | Dawn         |
| 449 Hamburga              | 86 km        | 1899         | Craft        |
| 1620 Geographos           | 5.1 x 1.8 km | 1951         | Clementine   |
| 2019 van Albada           | 7.5-9.4 km   | 1935         | NEAR         |
| 2101 Adonis               | 600 m        | 0.6          | Vega 2       |
| 2530 Shipka               | 12.4 km      | 1978         | Rosetta      |
| 2703 Rodari               | 9 km         | 1979         | Rosetta      |
| 3352 McAuliffe            | 2–5 km       | 1981         | Deep Space 1 |
| 3840 Mimistrobell         | 5.2 km       | 1980         | Rosetta      |
| 4015 Wilson-Harrington    | 4 km         | 1949         | Deep Space 1 |
| 4015 Wilson-Harrington    | 4 km         | 1949         | Hayabusa Mk2 |
| 4660 Nereus               | Khoảng 1 km  | 1982         | NEAR         |
| 4660 Nereus               | Khoảng 1 km  | 1982         | NEAP         |
| 4660 Nereus               | Khoảng 1 km  | 1982         | Hayabusa     |
| 4979 Otawara              | 5.5 km       | 1949         | Rosetta      |
| (5604) 1992 FE            | 600 m        | 1992         | OSIRIS-REx   |
| (10302) 1989 ML           | 600 m        | 1989         | Hayabusa     |
| (163249) 2002 GT          | 350 – 500 m  | 2002         | Deep Impact  |
| (185851) 2000 DP107       | Khoảng 800 m | 2000         | PROCYON      |

### Hiện tại
Bảng dưới đây liệt kê các hành tinh nhỏ được đề xuất ghé thăm bởi các nhiệm vụ không gian chưa được phê duyệt.
| Tiểu hành tinh/sao chổi   | Chiều dài      | Khám phá năm | Cơ quan vũ trụ |
| ------------------------- | -------------- | ------------ | -------------- |
| 99942 Apophis             | 370 m          | 2004         | CNAS           |
| 2002 EX11                 |                | 1871         | CNAS           |
| (175706) 1996 FG3         | 1,5 km         | 1996         | CNAS           |
| (172034) 2001 WR1         | 660 m          | 2001         | JAXA           |
| (138971) 2001 CB21        |                | 2001         | NASA           |
| 67P/Churyumov–Gerasimenko | 4.1×3.3×1.8 km | 1969         | NASA           |
| 88P/Howell                | 4.4 km         | 1981         | NASA           |
| 65803 Didymos             | 170 m          | 1996         | ESA-NASA       |
| Các tiểu hành tinh Troia  |                | 1906         | JAXA           |
| 2 Pallas                  | 512 km         | 1779         | NASA           |
| 10199 Chariklo            | 330 km         | 1997         | NASA           |